# エゼルバルド (ウェセックス王)
エゼルバルド（Æthelbald、834年頃 - 860年12月20日）はウェセックス王（在位：858年 - 860年）。ウェセックス王エゼルウルフとその王妃オズブルガの次男。
弟にエゼルベルトとエゼルレッド、アルフレッドがいる。

## 生涯
兄のアゼルスタンの早世によって、王位継承者となった。851年にエゼルバルドは父王とともに軍を率いてアクレアの戦いでヴァイキングを破った。855年に父が末弟のアルフレッドとともにローマへ巡礼に赴くことになると、エゼルバルドはウェセックスの統治を任され、もう一人の弟のエゼルベルトはケント王に任命された。翌年に父王が帰国した後もウェセックスの西部の統治を続け、858年に父が死去すると、父が支配していた東部の領土の一部も手に入れたが、その大部分は弟のケント王エゼルベルトが継承した。同年に自身の求心力を高めるためにすでに王妃として威信を高めていた継母のジュディス（西フランク王シャルル2世の娘で、父のエゼルウルフが最初の妻オズブルガの死後に迎えた妻）と結婚したが、860年12月20日に急死した。ジュディスとの間に子供は生まれず、王位はすでに王国の東部を支配していた弟のエゼルベルトが継ぎ、ウェセックス王国とケント王国を再統合した。ジュディスは夫の死後、西フランク王国へ帰国した後、初代フランドル伯ボードゥアン1世と3度目の結婚をした。